# Maria Bertelli
Maria Catherine Bertelli (nacida el 6 de octubre de 1977 en Droylsden, Inglaterra) es una exjugadora de voleibol y exfutbolista británica. Compitió para el equipo de voleibol de Gran Bretaña en los Juegos Olímpicos de Verano de 2012.

## Inicios
Comenzó su carrera deportiva practicando voleibol a los 13 años en el Colegio St. Damian de Ashton-under-Lyne, Mánchester. Rápidamente se unió a un club, con el que ganó varios títulos juveniles, y fue seleccionada para ser parte de los equipos formativos de la Selección femenina de Inglaterra. Más tarde se unió al programa nacional de voleibol en Loughborough a través de su universidad, lo que le permitió continuar sus estudios de educación física a la vez que entrenar a diario. Integró la selección mayor y en 2000 partió a Bélgica para jugar profesionalmente. Dos años más tarde retornó a Inglaterra y comenzó a combinar su carrera de voleibolista con la práctica del fútbol, a la vez que trabajaba como consultora. En 2006 disputó las eliminatorias para el Campeonato Mundial de 2006 con el seleccionado inglés. Por razones laborales debió mudarse a Londres, donde surgió la posibilidad de practicar fútbol a nivel de clubes.

## Carrera futbolística
Bertelli jugó fútbol para Wimbledon y Charlton Athletic en la FA Women's Premier League. En 2005, fue fichada por el entrenador de Charlton, Keith Boanas . Esa temporada jugó en la victoria final de la Copa de la Premier League de Charlton por 2-1 sobre el Arsenal. En 2006-07, el Charlton fue derrotado por 4-1 por el Arsenal en la final de la Copa FA Femenina, ante una multitud récord de 24 529 espectadores en el City Ground de Nottingham. Bertelli jugó en la final, donde fue amonestada por una falta temprana sobre Kelly Smith.
Semanas más tarde, el equipo masculino de Charlton Athletic descendió a la segunda división y decidió disolver a su equipo femenino para así ahorrar costos. Bertelli hizo pública su decepción: "Llamarlo molesto es quedarse corto". Decidió concentrarse en el voleibol y se unió al programa de entrenamiento nacional de Gran Bretaña en Sheffield en preparación para los Juegos Olímpicos de Londres 2012.

## Juegos Olímpicos
Bertelli retornó a la práctica profesional del voleibol, formando parte de un nuevo equipo unificado del Reino Unido. El mismo contó a partir de 2007 con una importante financiación estatal que le permitió participar por primera vez en competiciones europeas a nivel de selección (dos Ligas de Europa y dos clasificaciones para el Campeonato Europeo). Asimismo, se sumó al equipo suizo VBC Koeniz de primera división. Antes del comienzo de los Juegos, el seleccionado recibió la noticia de que su financiamiento se había agotado, por lo que recurrieron a distintos tipos de eventos para recaudar fondos, como un recorrido de casi 500 kilómetros en bicicleta. El equipo tuvo que prepararse para los Juegos entrenando y durmiendo en una estación de bomberos en Sheffield, comprando su propio equipamiento y recurriendo a su propio dinero para gastos corrientes. A pesar de estos contratiempos, el equipo logró su primer triunfo en Juegos Olímpicos tras derrotar en su segundo partido a la selección de Argelia, ubicada 53 posiciones por delante del combinado británico en la clasificación FIVB. Gracias a este resultado, las británicas finalizaron el torneo en la novena posición, igualando a selecciones de mayor historia y trayectoria como la de Turquía, y logrando pasar del puesto 69 al 20 en el ranking mundial.
Finalizada la competencia, y luego de un nuevo recorte de fondos por parte del ente estatal UK Sports, Bertelli criticó la decisión remarcando que deportes como el waterpolo continuarían recibiendo más de cuatro millones de libras cuando no habían logrado ganar ningún partido en los Juegos. Bertelli (vice-capitana y señalada como "una fuente mayor de energía para el equipo") llegó a la marca de los 100 partidos internacionales con la camiseta británica.
A comienzos de 2019 la Asociación inglesa de voleibol anunció su contratación como entrenadora de la selección femenina de Inglaterra.